# Île de Bendor
 (août 2023).
 (décembre 2016).
Si vous disposez d'ouvrages ou d'articles de référence ou si vous connaissez des sites web de qualité traitant du thème abordé ici, merci de compléter l'article en donnant les références utiles à sa vérifiabilité et en les liant à la section « Notes et références ».
L'île de Bendor est une île française du littoral méditerranéen qui fait face à la commune de Bandol dans le département du Var, dont elle dépend administrativement.
Le nom Bendor est une ancienne appellation occitane de la ville voisine de Bandol, elle-même issue du latin Bandolium. 
Inhabitée et désertique jusqu'aux années 1950, elle est achetée puis aménagée par Paul Ricard. Elle fait aujourd’hui partie des îles Paul Ricard, tout comme l'île des Embiez.
L'île ferme ses portes en 2021 pour une période de rénovation de cinq ans, pendant laquelle l'accès au grand public, aux embarcations privées et aux autres activités de tourisme et de loisirs est interdit.

## Histoire
Bendor fut la première île acquise par Paul Ricard en 1950. À l’origine, elle n’était qu’un morceau de pierre et de roche battu par les flots, refuge des pirates et lieu de culture, jusqu'au XIXe siècle, des immortelles et des narcisses.
Paul Ricard l’a ensuite façonnée en dessinant lui-même les plans : il fit ainsi surgir un véritable hameau, avec ses boutiques, ses ateliers, son zoo (qui n'existe plus, il a fermé progressivement entre 1970 et 1974), son port, son bar où on jouait du jazz.
De nombreuses personnalités des arts et du spectacle y furent invités, comme Dali, Fernandel, Raimu, Joséphine Baker, Luis Mariano, Paul Belmondo, Melina Mercouri, Youri Gagarine et Jacques Dutronc vinrent se joindre à la jet-set au cours des grandes fêtes varoises des années 1960.
Aujourd’hui, l’île de Bendor abrite plusieurs hôtels et de petites villas provençales qui dépendent de l’Hôtel Le Delos, ainsi que de nombreux restaurants.
Le musée de vins et spiritueux, EUVS (Exposition Universelle des Vins et Spiritueux) a été récemment entièrement repensé, complété et modernisé en 2009, pour le centenaire de Paul Ricard.

## Géographie
L’île de Bendor est située à cent cinquante mètres de la promenade Paul-Ricard, à proximité du port de la ville de Bandol à partir duquel on accède facilement en bateaux privés (amarrage gratuit pour les clients des hôtels et villas de l’île) ou en navettes maritimes qui circulent tous les jours de l’année. La traversée dure 7 minutes[réf. souhaitée].
L'île de Bendor s'étend sur 7 hectares. Un sentier pédestre aménagé permet de faire le tour de l’île facilement.
L’île abrite le plus petit port du littoral méditerranéen : sa profondeur est de 2 mètres et sa surface de 2 800 m2.

## Lieux et monuments
L’île de Bendor est surnommée le « jardin des arts de la Méditerranée ». Paul Ricard, artiste peintre à ses heures et passionné d’art, a voulu faire de cette île le lieu de rencontre des artistes.
On peut croiser dans l'ile, sous quantité de formes différentes (sculptures et ferronneries) la Croix de Bendor, symbole de l’île dessiné par Paul Ricard d’après la Croix des Templiers.
L’île est parsemée de statues et d’œuvres d’art, dont le monolithe de Botinelly intitulé Nul bien sans peine, qui domine le débarcadère. L’œuvre fut érigée à la gloire de Pierre Puget, sculpteur, peintre et architecte provençal du XVIIe siècle à qui Paul Ricard emprunta la devise. Au sommet de l’île, la vierge du sculpteur marseillais Raymond Servian domine la mer et est l’objet d’un pèlerinage fervent chaque année pour le 15 août. On trouve aussi le « Neptune » œuvre imposante de Michel Barra et bien d’autres œuvres, bustes, statues et bas-reliefs nichés dans les jardins et les murs, créations d’élèves des Beaux-Arts de passage sur l’île.
L'île possède :
- des salles de séminaires et de réception ;
- un Musée des Objets publicitaires Ricard acquis au fil de nombreuses années par un de ses petits-fils Paul-Charles ;
- une exposition de vins et spiritueux (EUVS)[5], inauguré en 1958, avec 8000 bouteilles de vins du monde entier mais aussi de la verrerie, du cristal, des étiquettes, des menus d’époque. Un aperçu original et unique de l’évolution des marques et des boissons depuis des siècles ;
- une galerie d’art exposant les œuvres picturales de Paul Ricard ;
- un village des créateurs (ateliers-boutiques) ;
- une boutique de bien être (massages, shiatsu et réflexologie).

Diverses activités nautiques et terrestres sont proposées telles que la plongée avec un Centre International de Plongée (CIP), le kayak, la voile et le tennis.

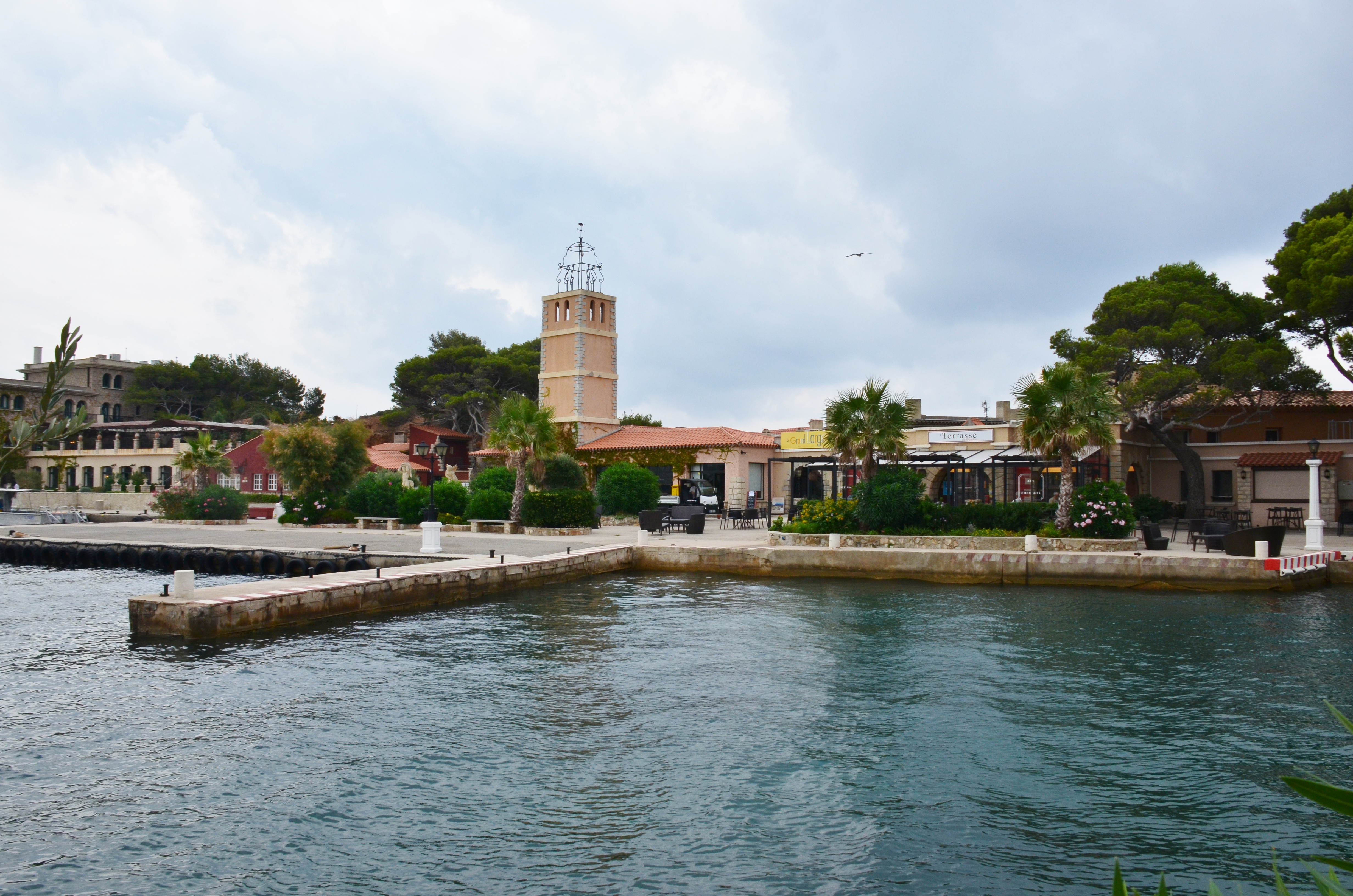
Le port
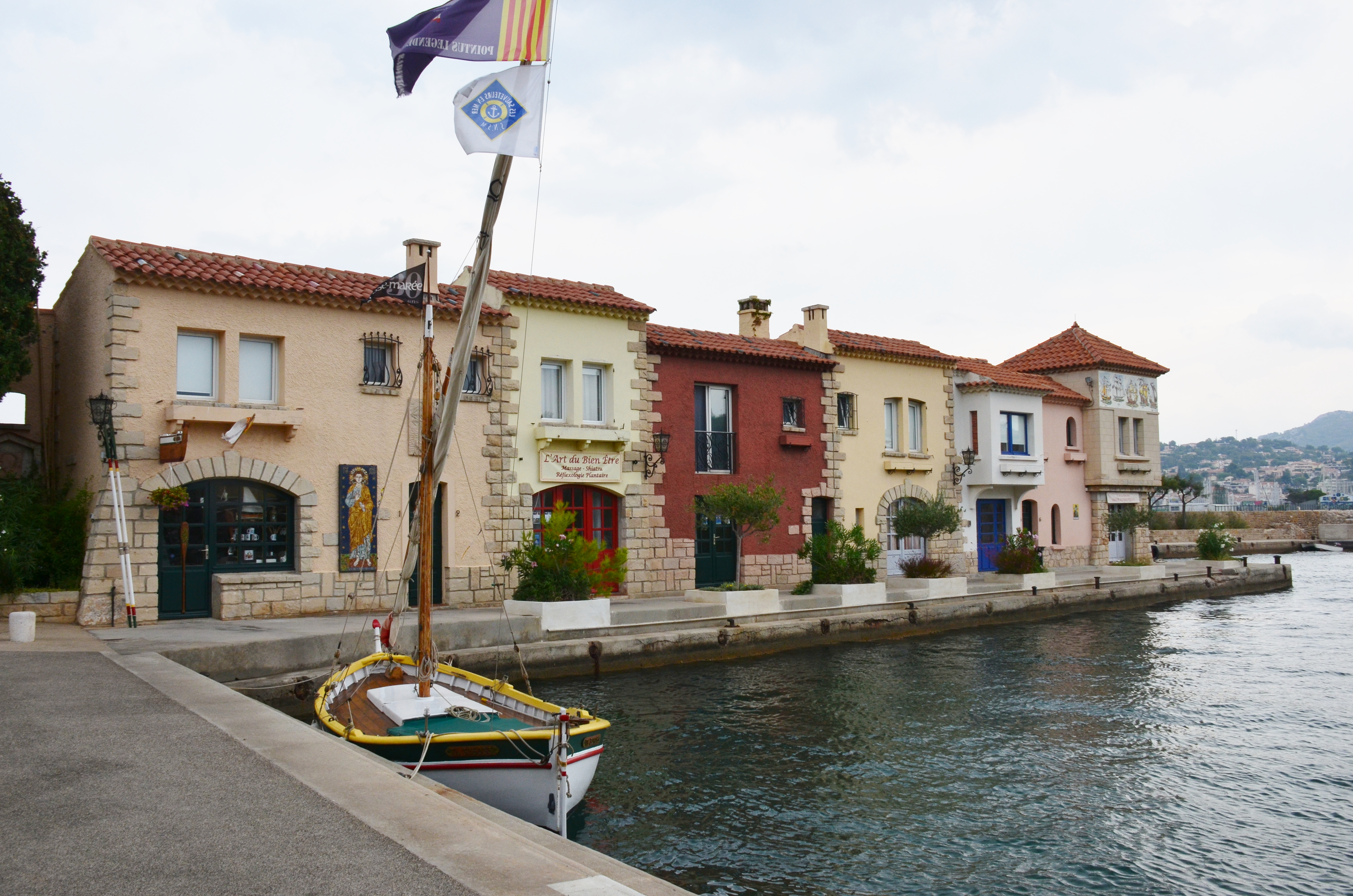
Le port
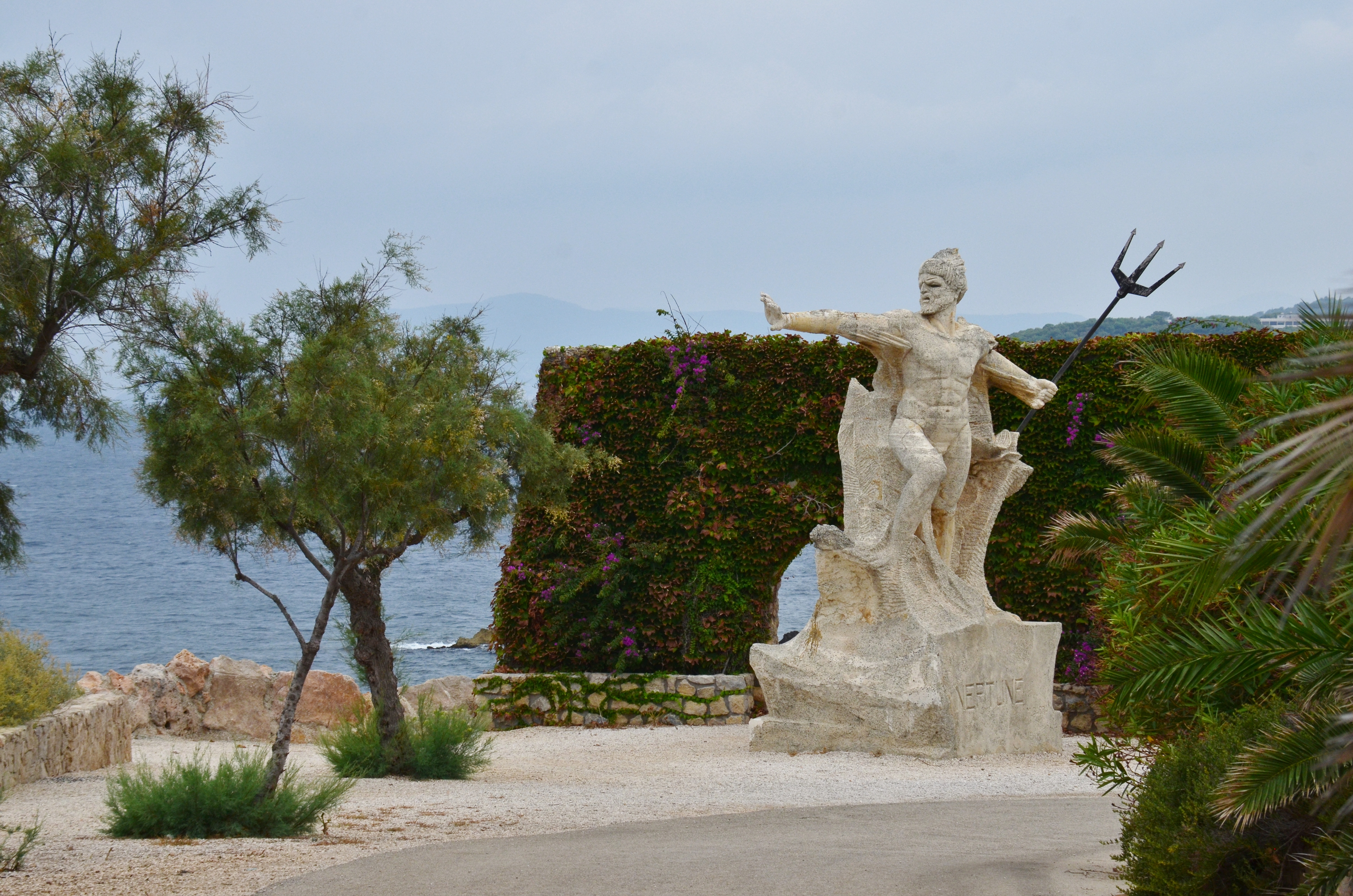
La statue de Neptune
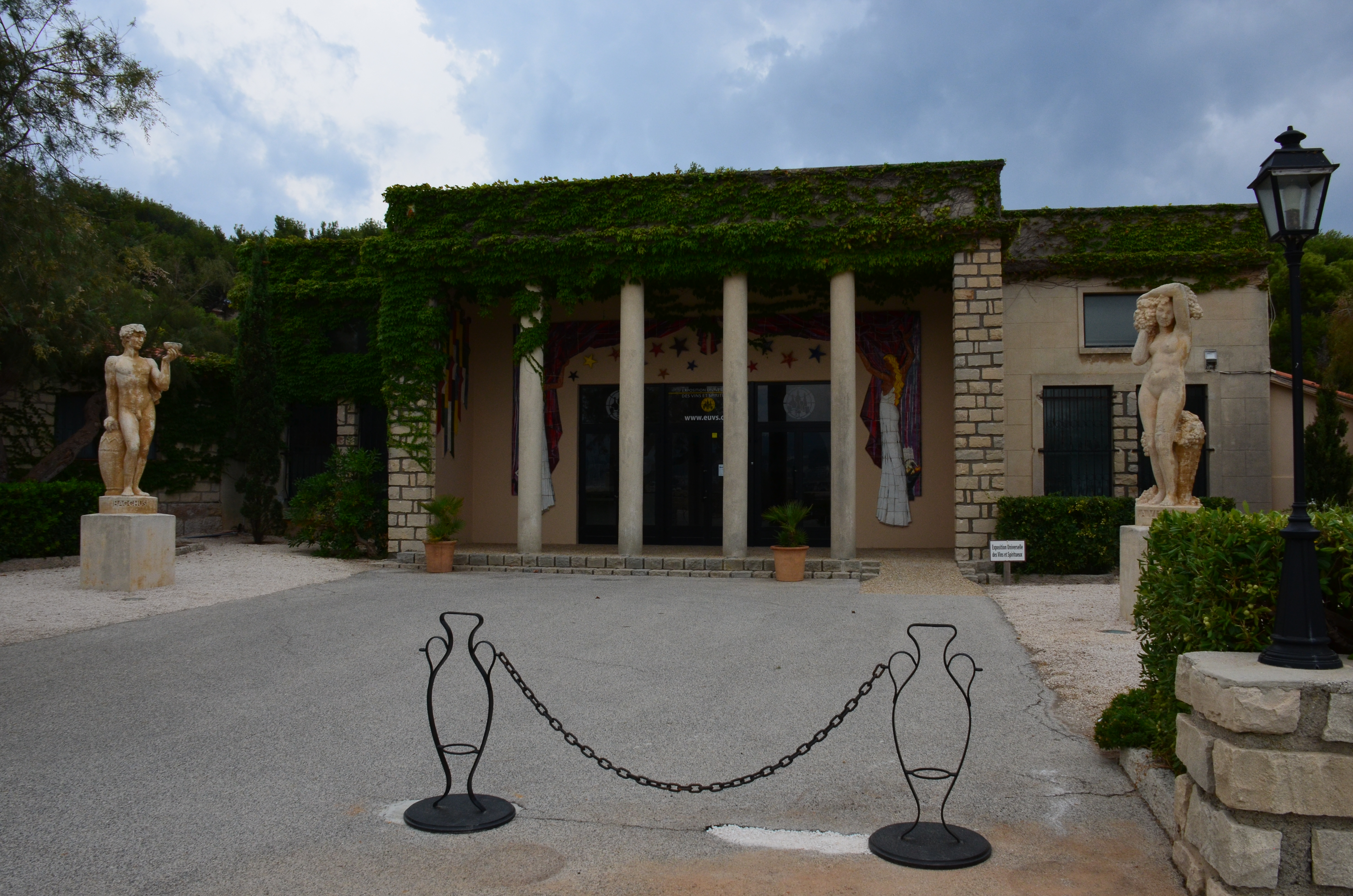
Le musée des vins et spiritueux
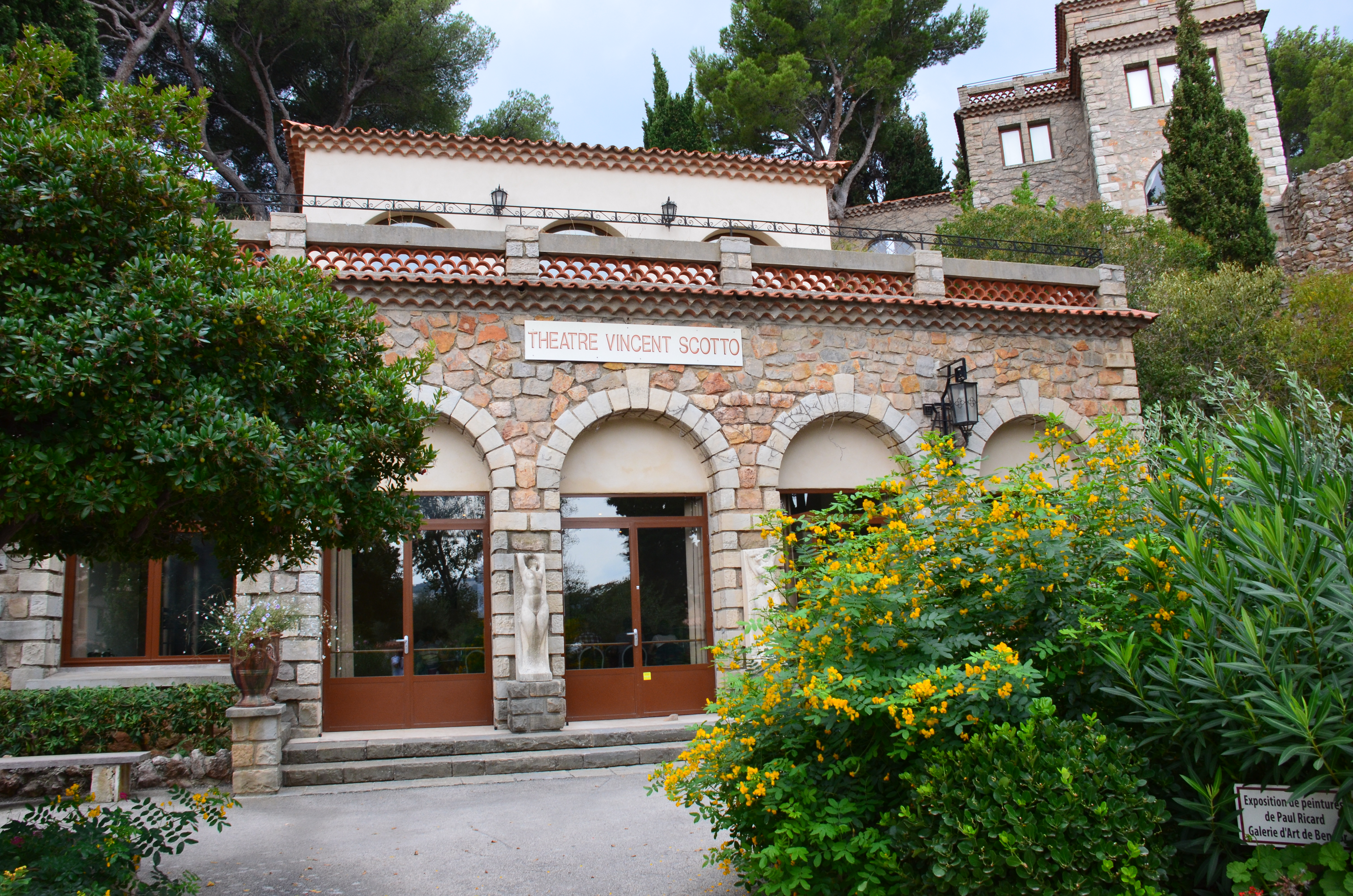
Le théâtre Vincent Scotto
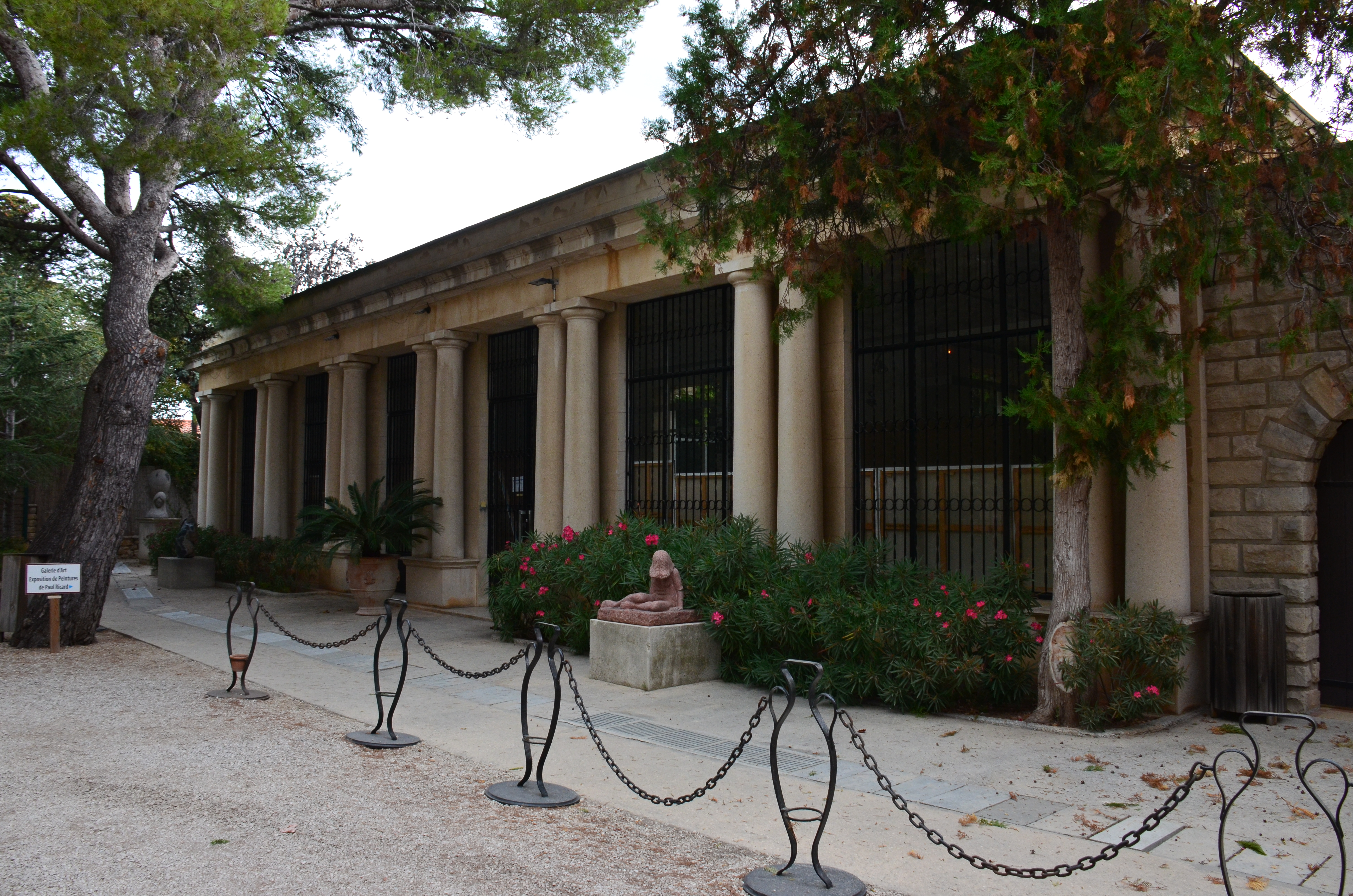
La galerie d'arts
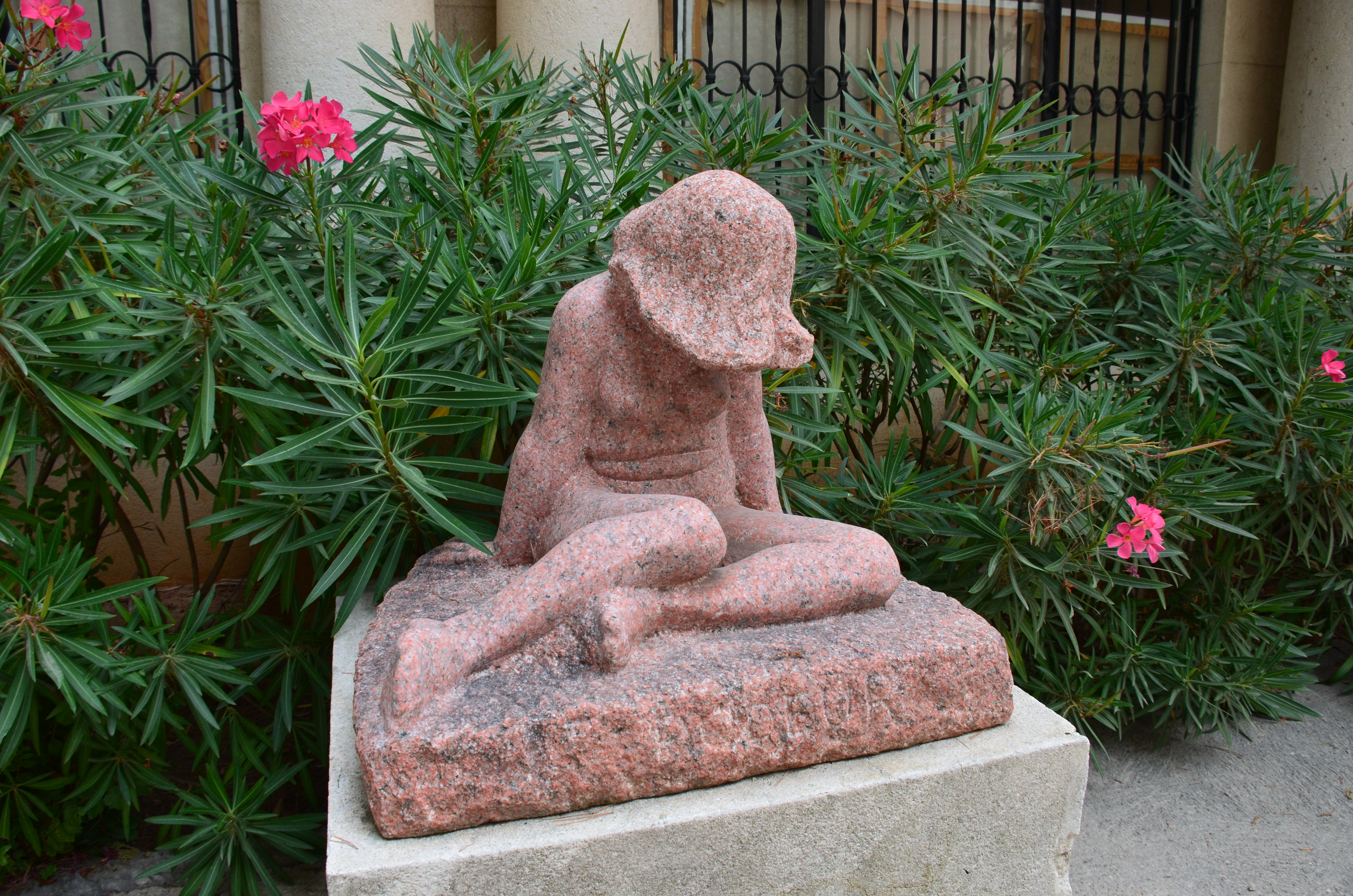
Une sculpture
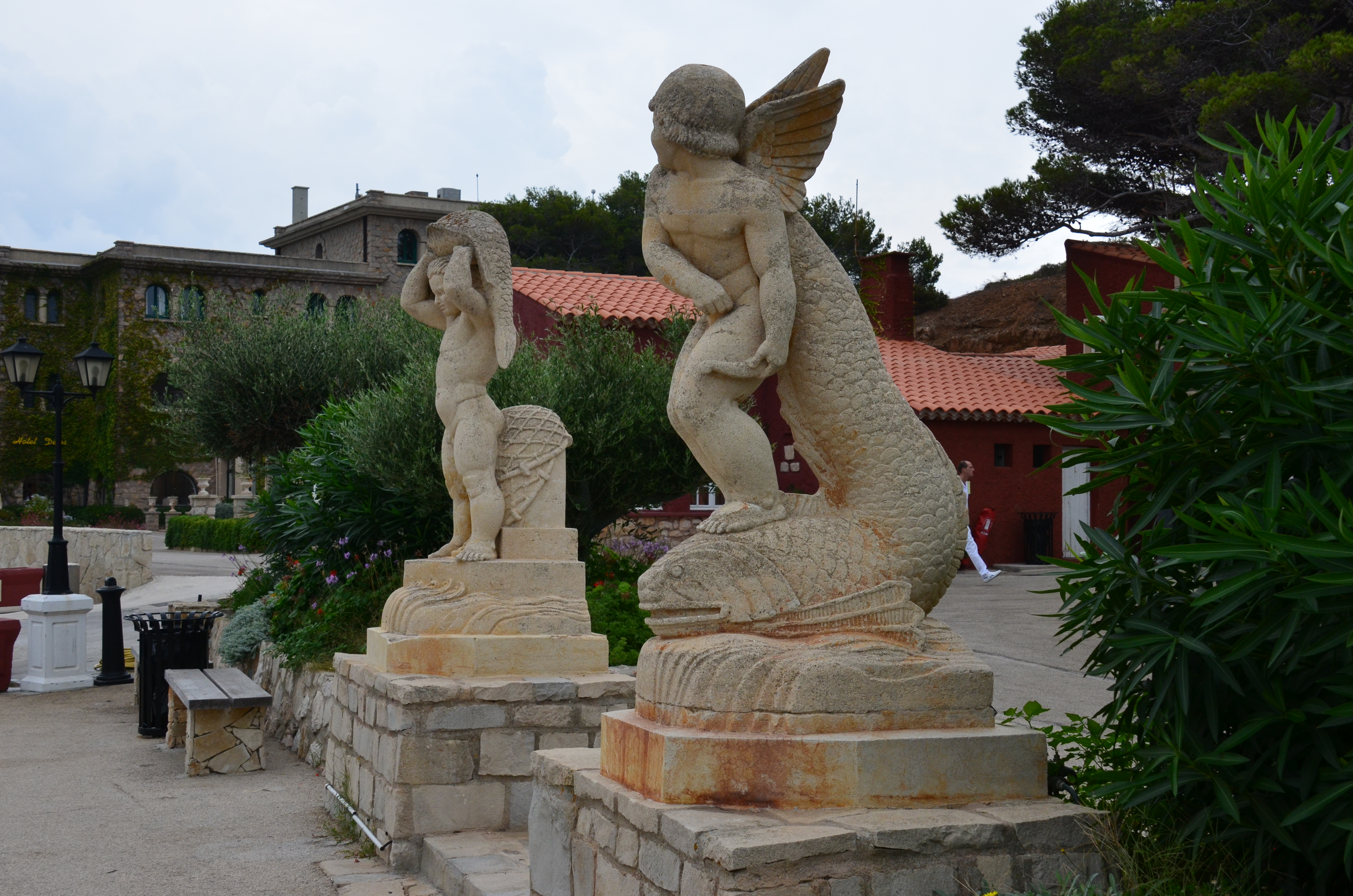
Autres sculptures